# Переяславський полк
Переяславський полк — полк (адміністративно-територіальна і військова одиниця) на Лівобережжі Війська Запорозького, що існував протягом XVII—XVIII століть. Межував з річкою Дніпро. Сформований у 1625 році на території Переяславського староства, як полк реєстрового козацтва. Населення за реєстром Війська Запорозького 1649 року — 2982 (2851) осіб.
Полкове місто — Переяслав (нині у Київської області).

## Історія
Територіально Гетьманщина поділялася на полки. Перед 1648 роком (роком початку української революції в результаті якої з'явилася козацька держава) в Україні існувало шість козацьких полків: чотири сформувалися навколо старовинних оборонних замків, два ж останні — навколо молодих осад Переяслава (на лівобережжі Дніпра, східний рубіж) і Чигирина (на правобережжі Дніпра, південний рубіж).
Брав активну участь у козацьких війнах 1630 (повстання Федоровича) та 1637 — 1638 років (повстання Павлюка і повстання Острянина). Після «Ординації Війська Запорізького» 1638 року особовий склад нараховував 10 сотень, за територіальним принципом: Переяславська, Богушківська, Кропивнянська, Іркліївська, Лубенська, Березанська, Яготинська, Бориспільська, Миргородська та Биківська, яка була центром зародження Переяславського реєстрового полку і сформувалася з 1514 року першим Гетьманом Запорожського козацтва Остафієм Дашкевичем, який володів Биковом і навколишніми населеними пунктами. Полком до 1638 року керував Ілляш Караїмович, а потім на чолі був поставлений шляхтич Станіслав Олдаковський, тримав залогу на Запорожжі, виконуючи поліцейсько-охоронні функції.

### Визвольна війна (1648—1657)
Напередодні Жовтоводської битви в квітні 1648 року Переяславський реєстровий полк перейшов на сторону повстанського війська Богдана Хмельницького.
1650 року до складу Переяславського полку було приєднано Остерський полк.
Протягом 1648—1657 років брав активну участь в усіх найважливіших воєнних операціях того часу, особливо відзначившись у битві під Батогом у травні 1652 року. Полковий Переяслав, в цей період, був одним з найбільших центрів з ремонту та постачання зброї для козацького війська, неодноразово ставав місцем концентрації угруповань напередодні військових походів. В місті також відбулися переговори з польсько-шляхетським посольством у лютому 1649 року та Переяславська рада в 1654 році.

### Руїна (1657—1687)
Після смерті Богдана Хмельницького Переяславський полк був втягнутий у вир військово-політичної боротьби, що точилася між різними козацько-старшинськими угрупуваннями, які, намагаючись будь-що втримати владу у своїх руках, шукали допомогу в тієї чи іншої сусідньої держави. Часта зміна політичної орієнтації старшини полку в цей період зумовлювалася намаганням протистояти обмеженню влади козацької адміністрації в Лівобережній Україні як з боку Речі Посполитої (урізаний польським сеймом Гадяцький договір 1658 року, Слободищенський трактат 1660 року), так і з боку Московської держави (Переяславські статті 1659 року), а також претензіями місцевих полковників Тимоша Цицюри та Якима Сомка на гетьманську булаву.
З поглибленням розколу між Правобережжям і Лівобережжям та розгортанням військового протистояння між Московією і Польщею за панування на руських землях, Переяславський полк опинився в центрі перипетій цієї боротьби. Результатом розколу держави на два гетьманства став поділ козацтва полку на два угрупування, одне з яких орієнтувалося на Якима Сомка та Москву, а інше — на Юрія Хмельницького і Варшаву. Ці суперечності були віддзеркаленням загальнодержавних.
З метою ліквідації опозиції серед переяславського козацтва Яким Сомко провів своєрідну військово-адміністративну реформу, поділивши формацію на декілька дрібних територіальних полків та поставивши на їх чолі довірених старшин.
Внаслідок міжусобної війни переяславці зазнали значних втрат особового складу, а територія була перетворена в арену жорстоких боїв між різними кланами, страждала від вторгнень польсько-шляхетських, московських та турецько-татарських військ, що призвело до значного згублення краю.
Підтримка козацтвом полку курсу лівобережної старшини, очолюваної Якимом Сомком, та створення з допомогою Москви окремого Лівобережного гетьманства, не сприяла возз'єднанню України і мала згубні наслідки як для української державності, так і для самого полку. Намагання створити Гетьманат, який був би убезпечений від втручання в його внутрішні справи царської адміністрації, наштовхнулось на шалений супротив з боку московського самодержавства. Втримавши у своїй сфері впливу Лівобережну Україну, московський уряд домігся від гетьмана Івана Брюховецького страти Сомка та піддав репресіям старшин Переяславського полку.

### Під владою Московії
Політика Московського царства, після Переяславської ради була спрямована на обмеження самостійності Лівобережної України. Свавілля царської залоги, що перебувала в Переяславі, перепис населення, що розпочався після підписання Іваном Брюховецьким інкорпораційних за своїм змістом «Московських статей» та інші фактори стали причиною вибуху в 1666 році на теренах Переяславщини повстання, рушійною силою якого виступила старшина та козацтво Переяславського полку. Повстання було направлене проти експансії московського самодержавства та носило чітко виражений національно-визвольний характер. Воно послужило поштовхом до наступних антимосковських виступів на Лівобережній Україні, зокрема, повстання Івана Брюховецького у 1668 році, у якому переяславське козацтво теж взяло активну участь. Перейшовши на бік Петра Суховія, Переяславський полк до лютого 1669 року продовжував протистояти московській владі. Після придушення повстань, царський уряд піддав жорстоким репресіям переяславське козацтво, що, поруч із репресіями 1663 року, обезкровило полк, призвело до винищення найбільш свідомої та активної його частини.
На кінець 60-х років XVII століття завершився процес оформлення полку як військової та адміністративно-територіальної одиниці Лівобережної Гетьманщини. В 1669 частина територій полку відійшла до Київського полку, а згодом до нього було приєднано території Іркліївського полку, Піщанської, Золотоніської та Домонтовської сотень Черкаського і території Бубнівської, Ліплявської та Терехтимирівської сотень Канівського полку.
Після придушення антимосковських виступів 1666—1669 років розпочався процес підпорядкування Переяславського полку московським самодержавством. В період з 1669 по 1709 роки полковий уряд зазнає досить частих змін. Це було результатом кадрової політики гетьманського уряду, залежного від московської адміністрації. У 60-х роках XVII століття — та на початку XVIII століття до полку переселяють іноземців (переважно вихідців із балканських країн), які отримують керуючі міста в полковому уряді. На чолі полку довгий час поперемінно перебували іноземці Родіон Дмитрашко-Райча та Василь Сербин. З метою придушення опозиційних настроїв у полку, він часто передавався під управління вихідцям з інших полків (Леонтію Полуботку, Івану Лисенку, К.Стриєвському). Подальшим кроком у посиленні впливу московських воєвод на території Переяславського полку стало будівництво Переяславської фортеці, яка зводилася, переважно, реєстровими козаками.
Переяславський полк у складі гетьманського війська брав активну участь у воєнних акціях, що проводилися в інтересах московського самодержавства: боротьбі з правобережним гетьманом Петром Дорошенком, «Великому згоні» Івана Самойловича, Кримських походах 1687 і 1689 років та Азовських походах 1695—1696 років. Козаки полку брали активну участь у Великій Північній війні, у ході якої загинуло багато старшин і рядового складу.
Реформи Петра I, зокрема «Решительный указ» 1709 року, були спрямовані на ліквідацію козацтва і перетворення козаків на рекрутів російської армії. Протягом першої половини XVIII століття переяславське козацтво інтенсивно використовувалося на «канальних роботах», у так званих «низових походах», будівництві Української лінії та інших фортифікаційних роботах, що вело до втрати бойового духу козацтва.
У складі війська Гетьманщини полк брав участь Польських походах (1733—1735 роки), російсько-турецьких війнах (1710—1713 роки, 1735—1739 роки, 1768—1774 роки) та інших військових акціях російської армії.
Протягом XVIII століття відбувається поступова зміна організаційної структури полку. Якщо в першій чверті XVIII століття в полку переважала кінна група козаків, то в наступний період збільшується чисельність піших козаків, що було пов'язане з масовим обезземеленням та зубожінням основної маси рядового складу полку. З другої чверті XVIII століття козаки Переяславського полку вже рідше залучаються до походів, особовий склад частіше ніс прикордонну, сторожову та допоміжні служби при російській армії. В цей час серед козаків виникло дезертирство. Немало козаків приєднуються до гайдамацького руху та беруть участь у Коліївщині.
Перед розформуванням, у 1782 році до складу полку входили сотні: три полкові Переяславські, Яготинська, Березанська, Басанська сотня, Баришівська, Вороньківська, Гельмязівська, Золотоніська, Кропивнянська, Іркліївська, Канівська, Піщанська, Домонтовська, Бубнівська, Ліплявська і Трахтемирівська. На той час у полку було одне місто, 15 містечок і 516 сіл.
Із запровадженням на Лівобережній Україні поділу на намісництва територія полку була поділена між повітами Київського намісництва, причому 8 з 18 його сотень були розформовані між різними повітами. Указом від 9 липня 1783 року Переяславський полк був реорганізований у регулярний кінний карабінерний полк російської армії. Переяславське козацтво ще деякий час продовжувало існувати як стан, проте вже не становило окремої автономної військової одиниці.

## Місцева влада
Усю владу на місцях тримали полковники, які були «повними» і «наказними». На початковому етапі вони обиралися на загальнополковій раді, потім — на старшинській, пізніше — призначалися (Гетьманом, Царем, Сенатом). Іноді у кілька сотень полку, що діяли окремо від основної частини полку чи за умови, що полковник повний залишався у полковому місті, гетьманом чи повним полковником призначався наказний полковник (з полкової старшини чи сотників). У разі ж, коли у полковому місті залишалося лише незначне прикриття, а полк на чолі з повним полковником виступав у похід, то на місці залишалися полковник «на тот час», призначений місцевим полковником (переважно, городовий отаман полкового міста чи полковий обозний). У літературі згадуються помилкові твердження, що існували наказні полковники над двома полками. Це були наказні полковники над козацькою командою з кількох сотень різних полків (наприклад, наказні полковники остерський, козелецький, бориспільський, баришівський, воронківський, у Піщаній, у Басані Переяславського полку). Дещо пізніше гетьмани втратили прерогативу затвердження полковників.
В управлінні сотнями полковнику допомагала полкова старшина. Іноді крім повної полкової старшини, згадані і наказна (тобто тимчасово призначена полковником, а не обрана):
- полковий обозний організовував постачання (фіксуються у полковому управлінні з часів гетьманства Хмельницького);
- полковий музика (згадується з ХVII століття. Наприклад, за реєстром 1732 року у Переяславському полку музику складали 8 козаків);
- полковий суддя разом з писарем суду полкового здійснювали різноманітні правничі функції;
- полковий осавул виконував функції заступника командира полку з бойової підготовки;
- полковий отаман;
- полковий хорунжий крім основної функції забезпечення використання полкової корогви і значка були також старшинами для особливих доручень при полковнику;
- полковий писар;
- полковий канцелярист очолював полкову канцелярію разом з полковим писарем.

Сотники, також як і полковники, були повними, наказними і вакансовими. Старшини, які отримали універсал на звання (а не на уряд) сотника, але не мали призначення у конкретну сотню, чекали своєї черги і називалися «вакансовими».

### Полковники
Загалом Переяславським полком керувало більше 30-ти полковників 1649—1782 років. Найдовше — Семен Сулима (27 років з 1739 до 1766). Найчастіше полковником переяславським обирався Родіон Дмитрашко-Райча (тричі, у 1666—1671, 1672—1674 та 1687—1688 роках). Однак, найбільше полком керували представники родини Сулим:
- Іван Іванович Сулима (1653, 1658);
- Степан Сулима (1653, як наказний полковник);
- Федір Сулима (1661, як полковник Виговського);

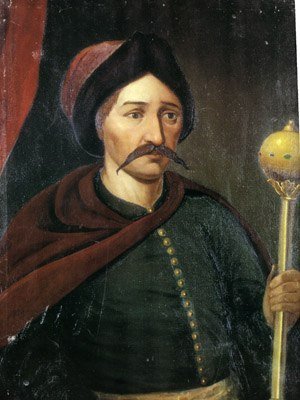
Павло Тетеря</br>(1653—1657)
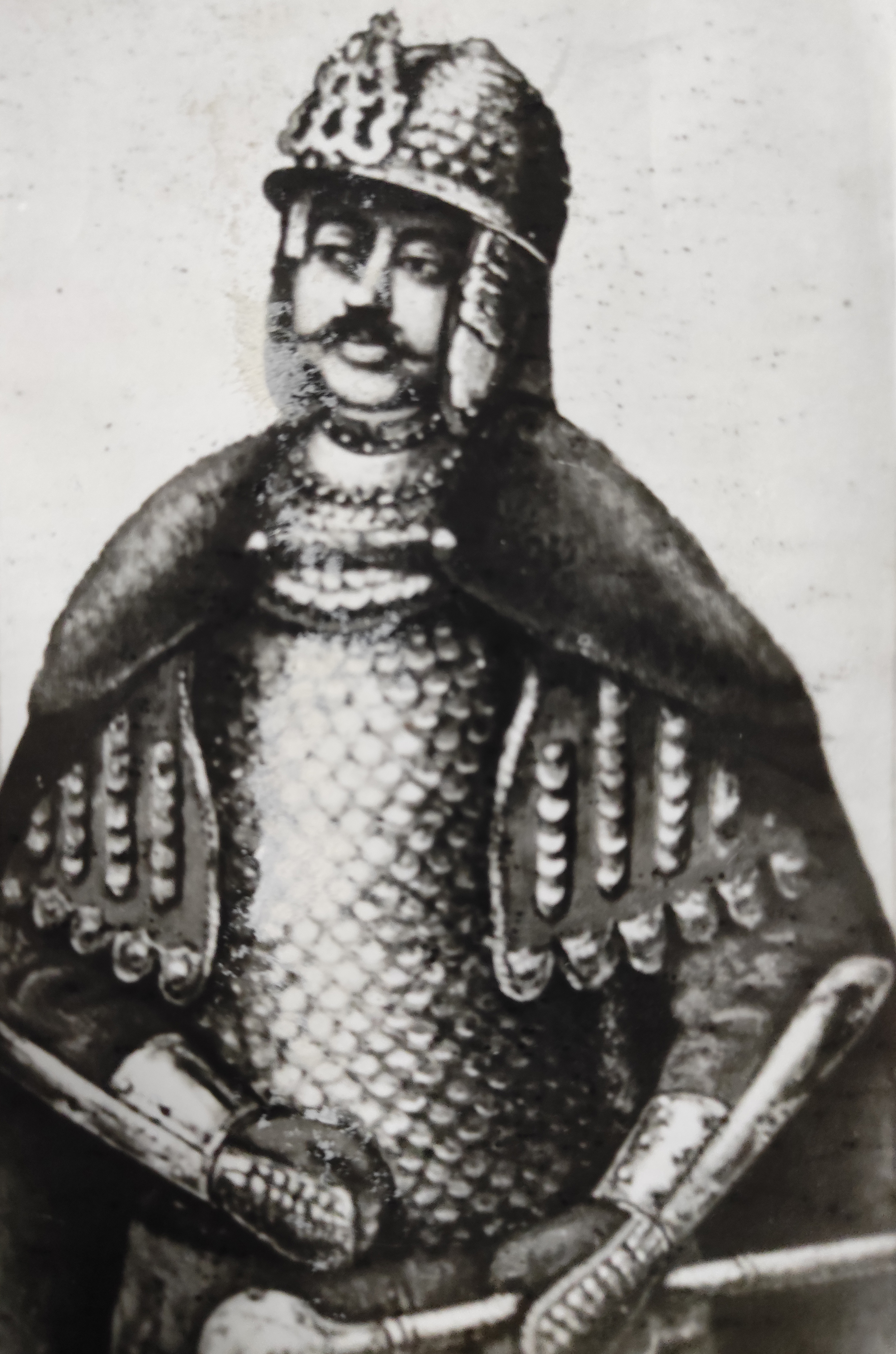
Тиміш Цицюра</br>(1658—1660)
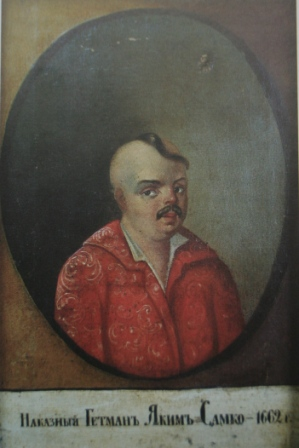
Яким Сомко</br>(1660—1662)
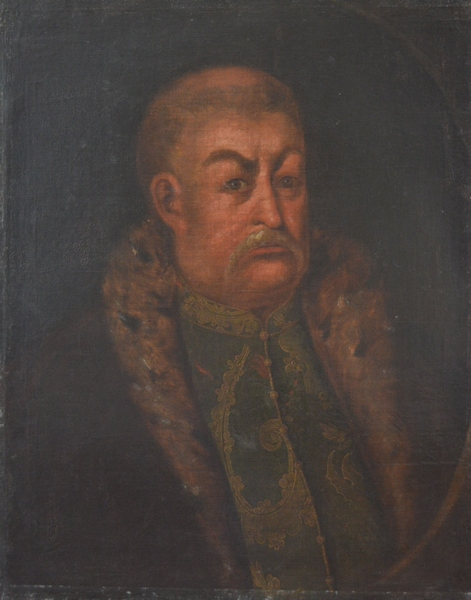
Леонтій Полуботок</br>(1683—1687, 1689—1690)
Іван Федорович Сулима (1715—1721, як наказний полковник);
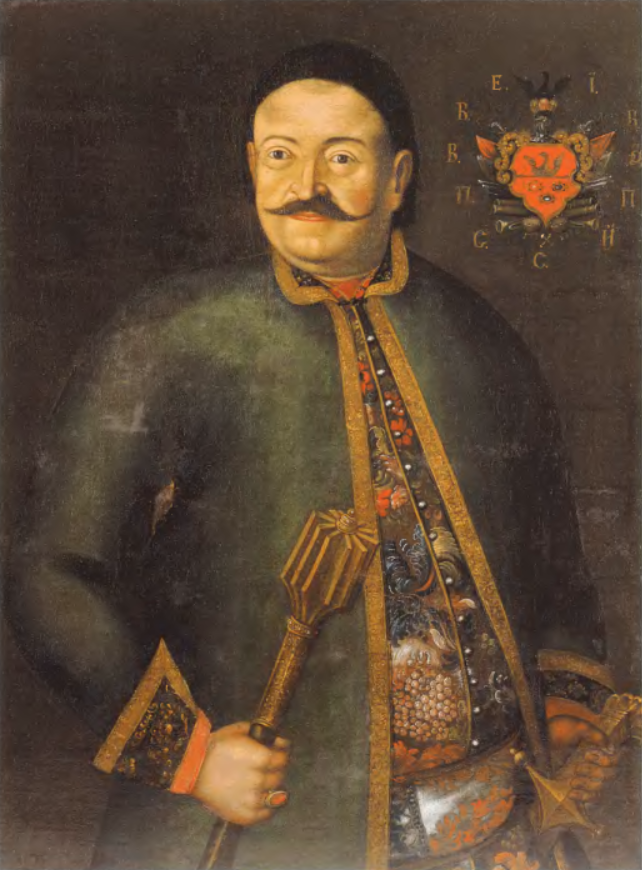
Семен Сулима (1739—1766).

Деякі полковники були страчені під час керування. Так гетьман Іван Виговський стратив спочатку Івана Івановича Сулиму 1658 року, а через кілька місяців його заступника Івана Колюбаку. Дехто з полковників переяславських стали гетьманами. Наприклад:
- Яким Сомко (наказний гетьман на Лівобережжі у 1660—1663 роках);
- Павло Тетеря (на Правобережжі у 1663—1665 роках);
- Данило Ярмоленко (наказний гетьман на Лівобережжі у 1665 році);
- Іван Лисенко (наказний гетьман на Лівобережжі);
- Іван Федорович Сулима (наказний гетьман на Лівобережжі з 1718 року).

- Павло Тетеря
(1653—1657)
- Тиміш Цицюра
(1658—1660)
- Яким Сомко
(1660—1662)
- Леонтій Полуботок
(1683—1687, 1689—1690)
- Іван Федорович Сулима
(1715—1721)
- Семен Сулима
(1739—1766)

| Богдан Хмельницький | 1                      | Федір Лобода                                       | ?-березень 1649 — серпень 1651-?    |                                                                              | Петро Головацький                     | липень 1648 — 28 червня (8 липня) 1649 |
| Богдан Хмельницький | 1                      | Федір Лобода                                       | ?-березень 1649 — серпень 1651-?    | Яцько Романенко                                                              | жовтень 1648                          |                                        |
| Богдан Хмельницький | 1                      | Федір Лобода                                       | ?-березень 1649 — серпень 1651-?    | Андрій Романенко                                                             | ?-лютий 1649 — травень 1649-?         |                                        |
| Богдан Хмельницький | 1                      | Федір Лобода                                       | ?-березень 1649 — серпень 1651-?    | Герасько Яцькович                                                            | ?-березень 1651-?                     |                                        |
| Богдан Хмельницький | 2                      | Яким Сомко                                         | ?-1652-?                            |                                                                              |                                       |                                        |
| Богдан Хмельницький | 3                      | Богдан Калющенко                                   | ?-грудень 1652 — червень 1653-?     |                                                                              |                                       |                                        |
| Богдан Хмельницький | 4                      | Іван Іванович Сулима                               | ?-червень 1653-?                    |                                                                              | Степан Сулима                         | червень 1653                           |
| Богдан Хмельницький | 5                      | Павло Тетеря                                       | липень 1653 — 1657                  | дата обіймання посади невідома, вперше як полковник згадується 13 (23) липня | Степан Затутовський                   | 3 (13) липня 1653                      |
| Богдан Хмельницький | 5                      | Павло Тетеря                                       | липень 1653 — 1657                  | дата обіймання посади невідома, вперше як полковник згадується 13 (23) липня | Степан Калющенко (Стефан Калениченко) | 10 (20) червня 1654                    |
| Іван Виговський     |                        |                                                    |                                     |                                                                              |                                       |                                        |
| 6                   | Іван Іванович Сулима   | ?-кін. червня 1658                                 | вдруге, страчений Іваном Виговським |                                                                              |                                       |                                        |
| 7                   | Іван Колюбака          | кін. червня 1658 — 2 (12) серпня 1658-?            | страчений Іваном Виговським         |                                                                              |                                       |                                        |
| 8                   | Стефан Чючар           | ?-вересень 1658-?                                  |                                     |                                                                              |                                       |                                        |
| 9                   | Тиміш Цицюра           | вересень 1658 — серпень 1660-?                     |                                     | Яким Сомко                                                                   | 1658                                  |                                        |
| 9                   | Тиміш Цицюра           | вересень 1658 — серпень 1660-?                     | Богдан Калющенко                    | 1659                                                                         |                                       |                                        |
| (10)                | Михайло Криса          | бл. 1660                                           | потрапив у полон                    | Дмитро Святуха                                                               |                                       |                                        |
| (11)                | Федір Сулима           | ?-1661-?                                           |                                     |                                                                              |                                       |                                        |
| Яким Сомко          |                        |                                                    |                                     |                                                                              |                                       |                                        |
| 10                  | Яким Сомко             | 29 жовтня (8 листопада) 1660 — 13 (23) травня 1662 |                                     | Опанас Щуровський                                                            | квітень 1662                          |                                        |
| 11                  | Семен Гладкий          | 13 (23) травня 1662                                |                                     |                                                                              |                                       |                                        |
| 12                  | Опанас Щуровський      | ?-червень 1662 — 18 (28) вересня 1663              | страчений після Чорної ради         |                                                                              |                                       |                                        |
| Іван Брюховецький   |                        |                                                    |                                     |                                                                              |                                       |                                        |
| 13                  | Данило Ярмоленко       | ?-жовтень 1663 — липень 1666                       |                                     | Андрій Романенко                                                             | 1665                                  |                                        |
| 14                  | Максим Хоменко         | 1666                                               |                                     | Андрій Романенко                                                             | жовтень 1666                          |                                        |
| 15                  | Родіон Дмитрашко-Райча | 1666 — квітень 1671-?                              |                                     | Аврам                                                                        | березень 1667—1671                    |                                        |
| 15                  | Родіон Дмитрашко-Райча | 1666 — квітень 1671-?                              | Дем'ян Многогрішний                 |                                                                              |                                       |                                        |
| 15                  | Родіон Дмитрашко-Райча | 1666 — квітень 1671-?                              | Іван Момот                          | березень 1669                                                                |                                       |                                        |
| 16                  | Костянтин Стриєвський  | 1671 — березень 1672                               |                                     | Олефір Максименко                                                            | червень 1672                          |                                        |
| Іван Самойлович     |                        |                                                    |                                     |                                                                              |                                       |                                        |
| 17                  | Родіон Дмитрашко-Райча | 1672 — 1674                                        | вдруге                              | Войца Сербин                                                                 | липень 1674                           |                                        |
| 18                  | Войца Сербин           | ?-січень 1675 — березень 1677-?                    |                                     | Семен Жученко                                                                | січень 1675                           |                                        |
| 18                  | Войца Сербин           | ?-січень 1675 — березень 1677-?                    | Іван Берло                          | вересень 1676                                                                |                                       |                                        |
| 19                  | Іван Лисенко           | ?-липень 1677 — січень 1679-?                      |                                     | Максим Хоменко                                                               | вересень 1676                         |                                        |
| 19                  | Іван Лисенко           | ?-липень 1677 — січень 1679-?                      | Максим Хоменко                      | липень 1678                                                                  |                                       |                                        |
| 20                  | Войца Сербин           | ?-лютий 1679 — 1683-?                              | вдруге                              | Леонтій Полуботок                                                            | січень 1683                           |                                        |
| 21                  | Леонтій Полуботок      | 1683 — 1687                                        |                                     |                                                                              |                                       |                                        |
| Іван Мазепа         |                        |                                                    |                                     |                                                                              |                                       |                                        |
| 22                  | Родіон Дмитрашко-Райча | липень 1687 — червень 1688-?                       | втретє                              |                                                                              |                                       |                                        |
| 23                  | Яким Головченко        | ?-грудень 1688—1689                                |                                     |                                                                              |                                       |                                        |
| 24                  | Леонтій Полуботок      | ?-липень 1689 — січень 1690-?                      | вдруге                              |                                                                              |                                       |                                        |
| 25                  | Іван Лисенко           | ?-травень 1690 — лютий 1692                        |                                     |                                                                              |                                       |                                        |
| 26                  | Іван Мирович           | 1692 — 1706                                        |                                     | Іван Момот                                                                   | 10 (20) квітня 1693                   |                                        |
| 26                  | Іван Мирович           | 1692 — 1706                                        | Федір Дараган                       | серпень 1697                                                                 |                                       |                                        |
| 26                  | Іван Мирович           | 1692 — 1706                                        | Василь Максимович                   | 1698                                                                         |                                       |                                        |
| 26                  | Іван Мирович           | 1692 — 1706                                        | Іван Іскра                          | 1698                                                                         |                                       |                                        |
| 26                  | Іван Мирович           | 1692 — 1706                                        | Іван Берло                          | 1704                                                                         |                                       |                                        |
| 26                  | Іван Мирович           | 1692 — 1706                                        | Михайло Гамалія                     | 1705                                                                         |                                       |                                        |
| —                   | —                      | —                                                  | —                                   | Степан Томара                                                                | 1706 — 1708                           |                                        |
| Іван Скоропадський  |                        |                                                    |                                     |                                                                              |                                       |                                        |
| 27                  | Степан Томара          | 1708 — 1715                                        |                                     | Василь Томара                                                                | жовтень 1715                          |                                        |
| 27                  | Степан Томара          | 1708 — 1715                                        | Іван Гулак                          | 1715                                                                         |                                       |                                        |
| —                   | —                      | —                                                  | —                                   | Іван Федорович Сулима                                                        | 1715 — 1721                           |                                        |
| —                   | —                      | —                                                  | —                                   | Лукаш Коломійченко                                                           | 1721                                  |                                        |
| —                   | —                      | —                                                  | —                                   | Іван Кирпич                                                                  | липень — листопад 1721                |                                        |
| Павло Полуботок     |                        |                                                    |                                     |                                                                              |                                       |                                        |
| —                   | —                      | —                                                  | —                                   | Антон Черушинський                                                           | 1722 — 1723                           |                                        |
| —                   | —                      | —                                                  | —                                   | Лукаш Коломійченко                                                           | 1723                                  |                                        |
| —                   | —                      | —                                                  | —                                   | Карпека                                                                      | 1724                                  |                                        |
| —                   | —                      | —                                                  | —                                   | —                                                                            | Степан Афендик                        | 1724 — 1726                            |
| Данило Апостол      |                        |                                                    |                                     |                                                                              |                                       |                                        |
| 28                  | Василь Танський        | 9 (20) листопада 1726 — 1730-?                     |                                     | Лукаш Коломійченко                                                           | 1729                                  |                                        |
| 28                  | Василь Танський        | 9 (20) листопада 1726 — 1730-?                     | Павло Ракович                       | 19 (30) червня 1730                                                          |                                       |                                        |
| —                   | —                      | —                                                  | —                                   | Василь Томара                                                                | ?-1730 — 1732-?                       |                                        |
| —                   |                        |                                                    |                                     |                                                                              |                                       |                                        |
| —                   | —                      | —                                                  | —                                   | Василь Томара                                                                | ?-1735 — 1736                         |                                        |
| 29                  | Михайло Богданов       | 25 березня (5 квітня) 1736—1738                    |                                     |                                                                              |                                       |                                        |
| 30                  | Семен Сулима           | лютий 1739 — 26 травня (6 червня) 1766             |                                     |                                                                              |                                       |                                        |
| 30                  | Семен Сулима           | лютий 1739 — 26 травня (6 червня) 1766             | Кирило Розумовський                 |                                                                              |                                       |                                        |
| 31                  | Григорій Іваненко      | 1768 — 1782                                        |                                     |                                                                              |                                       |                                        |

### Список полкових суддів
- Іван Момот[16];
- Онисим Товстяченко[16];
- Дмитро Святуха[14].

### Список полкових осавулів
- Федір Пилипенко[20];
- Семен Гладкий[16];
- Іван Воробей[16];
- Михайло Пригар[16].

### Список полкових хорунжих
- Ілля Чернявський;[20]
- Іван Золотницький.[20]

### Список полкових писарів
- Павло Тетеря (1649)[10];
- Василь Войткевич[21];
- Яків Пекулицький[21];
- Ян Пекулицький[21];
- Михайло Бережецький[16].

### Список полкових канцеляристів
- Григорій Кордишевський (1762—?)[20].

## Адміністративний поділ
Полк складався з сотень, які, відповідно, розподілялися на територіальні
курені, крім того зберігались і курені сотницькі, тобто особисті курені сотника.
| №  | Назва                                  | Сотенне містечко | Дата включення у полк | Дата виключення з полку | Прим. |
| -- | -------------------------------------- | ---------------- | --------------------- | ----------------------- | ----- |
| 1  | Переяславська 1-ша полкова сотня       | Переяслав        |                       |                         |       |
| 2  | Переяславська 2-га сотня (Романенкова) | Переяслав        |                       |                         |       |
| 3  | Переяславська 3-тя сотня (Коваленкова) | Переяслав        |                       |                         |       |
| 4  | Переяславська 4-та сотня (Чикменева)   | Переяслав        |                       |                         |       |
| 5  | Переяславська 5-та сотня (Бабича)      | Переяслав        |                       |                         |       |
| 6  | Переяславська 6-та сотня (Сидоровича)  | Переяслав        |                       |                         |       |
| 7  | Баришівська сотня                      | Баришівка        |                       |                         |       |
| 8  | Басанська сотня                        | Басань           |                       |                         |       |
| 9  | Березанська сотня                      | Березань         |                       |                         |       |
| 10 | Биківська сотня                        | Биків            |                       |                         |       |
| 11 | Бориспільська сотня                    | Бориспіль        |                       |                         |       |
| 12 | Бубнівська сотня                       | Бубнів           |                       |                         |       |
| 13 | Вороньківська сотня                    | Вороньків        |                       |                         |       |
| 14 | Гельмязівська сотня                    | Гельмязів        |                       |                         |       |
| 15 | Гоголівська сотня                      | Гоголів          |                       |                         |       |
| 16 | Заворицька сотня                       | Заворичі         |                       |                         |       |
| 17 | Козелецька сотня                       | Козелець         |                       |                         |       |
| 18 | Моровська сотня                        | Морівськ         |                       |                         |       |
| 19 | Остерська сотня                        | Остер            |                       |                         |       |
| 20 | Яготинська сотня                       | Яготин           |                       |                         |       |

### Північний регіон
Північний регіон полку складали дві полкові, Баришівська, Басанська, Баришпільська, Березанська, Вороньківська, Яготинська, Гельмязівська, Трахтемирівська сотні. Історично перші вісім тяжіли до єдиного центру — Переяслава.
Виняток з різних причин складали сотні Терехтемирівська і Гельмязівська:
- Перша перейшла до полку лише близько 1676 року, але, будучи територіально близькою до Переяслава і, по суті, виконуючи роль полкової в XVIII столітті, віднесена до сотень північного регіону;
- Друга, навпаки, входила до складу полку весь час його існування, але регіонально тяжіла до Канівського полку. По суті, значна кількість канівчан, переселившись в кінці XVII століття на територію Гельмязівської сотні, зумовили її міцні зв'язки з сотнями південного регіону.

У формуванні сотенної старшини виділяються сотні двох типів:
- в яких уряди займали представники місцевих заможних родин, що фіксуються ще реєстром 1649 року (Бориспільська, Яготинська, Басанська, Березанська і полкові);
- сотні, на формування старшинського корпусу яких вплинули міграційні процеси (Баришівська, Терехтимирівська, Гельмязівська, Воронківська).

У XVII столітті, в часи Хмельниччини та Руїни, на перших ролях в полку були родини Забузьких, Романенків, Сомків-Щуровських-Калющенків, і близькі до них роди іноземного походження Дмитрашків, Сербинів.
З середини 70-х років, а особливо після 1687 року, домінують родини шляхетського походження, що перейшли з Правобережжя — Сулими, Гулаки, Добронизькі, Мокієвські. Утримуються на урядах родини іноземного походження — Берли, Рустановичі, близькі до клану Сомка, Мировичі — близькі до Сербинів і Дмитрашок, через них до соратників Хмельницького.
На рівні сотень родини, що підтримали, а потім зрадили Мазепу, своїх позицій не втратили до кінця XVIII століття в Басані — Яцьковичі-Забіли, в Баришівці — Ісаєвичі, в Березані — Пилипенки, в Гельмязові — Тоцькі, в Терехтимирові — Гриневичі.
Початок XVIII століття приніс дві хвилі змін:
- остаточний перехід правобережних полків;
- прихід великої кількості військових іноземного походження після 1709—1711 років на територію Гетьманщини.

В результаті в сотнях регіону і в полку виділяються родини Іскр, Бурляїв, Танських, Іваненків, Афендиків, Моцоків.
У середині XVIII століття на перших ролях, крім родин Сулим, Афендиків, Іваненків, Гулаків, Добронизьких, Пилипенків, виділяються роди, що були близькі до Розумовських — Канієвські, Карлицькі, Туманські. Завдяки вдалим шлюбам піднімаються Бахчевські, Копцевичі, Ілляшенки, Лукашевичі, Нестелії. В сотнях же Гельмязівській і Березанській, уряди сотників зайняли за вислугу старовинні козаки, що свідчило про збереження елементів демократії при обранні козацької старшини.

### Південний регіон
Південний регіон полку складали сотні: Ліплявська, Бубнівська, Піщанська, Домонтовська, Золотоніська, Кропивнянська, Іркліївська (Канівська).
Старшина сотень південного регіону, особливо в XVII столітті — це вихідці з правобережних Черкаського і Канівського полків.
У середині XVII століття представники основних старшинських родин південних сотень Переяславського полку — Деркачів, Кулагів, Шабельників, Гладких, Прохоровичів, Джулаїв, Следзинських, Черушинських, Леонтовичів, Платковських, Третяків, Черкаських були відомі в більшості правобережних корінних козацьких полках.
На початку XVIII століття із правобережних полків на території Золотоніської і Кропивенської сотень розміщується полк Самуся (Ковбаси, Тонконога, Гайворонського — І компанійський). В результаті старшина поповнилася родинами — вихідцями із компанійців: Гайворонських, Неверовських, Товбичів, Терлецьких, Мелесів, Базилевичів.
У XVIII столітті формуються сотницькі династії, що утримують уряд півстоліття: в Бубнові — Деркачів-Прохоровичів, Базилевичів-Максимовичів; у Ліплявій — Лазаревичів-Левицьких; у Піщаній — Кандиб; у Домонтові — Платковських-Плошкевичів; у Золотоноші — Черушинських-Леонтовичів; у Кропивній — Дараганів; у Ірклієві — Требинських.
Основними власниками в регіоні були Томари, родина грецького походження. З ними пов'язані родини Фридрикевичів, Лизогубів, Борковських, Марковичів, Базилевичів, Черняхівських, Лисаневичів, Моцоків, Тоцьких, Леонтовичів, Кочубеїв, Стороженків. Більшість зазначених вище родин також мала маєтності в південних сотнях полку. Також, значні володіння тут мали Сербини, Мировичі, Шабельники, Деркачі, Требинські, Левицькі, Максимовичі, Лукашевичі.

## Населення
Стрімке збільшення полків розпочалося з початком Визвольної війни. Населення за реєстром Війська Запорозького 1649 року — 2982 (2851) осіб.

### Соціальні стани
Станом на 1649 рік за даними реєстру Війська Запорозького кількість шляхти полку різними істориками оцінюється по різному:
- В'ячеслав Липинський приводив цифру у 2,65 % (або 79 шляхтичів);
- Володимир Кривошея нарахував 15,1 % (або 451 шляхтича) у полку.[22]

## Рекомендована література
- Переяславський полк // Юридична енциклопедія : [у 6 т.] / ред. кол.: Ю. С. Шемшученко (відп. ред.) [та ін.]. — К. : Українська енциклопедія ім. М. П. Бажана, 2002. — Т. 4 : Н — П. — 720 с. — ISBN 966-7492-04-4.
- Панашенко В. В. Переяславський полк // Енциклопедія історії України : у 10 т. / редкол.: В. А. Смолій (голова) та ін. ; Інститут історії України НАН України. — К. : Наукова думка, 2011. — Т. 8 : Па — Прик. — С. 146. — ISBN 978-966-00-1142-7.
- Заруба В. М. Адміністративно-територіальний устрій та адміністрація Війська Запорозького у 1648—1782 рр. — Дніпропетровськ: Ліра ЛТД, 2007.
- Коваленко Сергій. Переяславський полк//Україна під булавою Богдана Хмельницького. Енциклопедія у 3-х томах. Том 3. — Київ: Видавництво «Стікс», 2009
- Малий словник історії України / відпов. ред. В. А. Смолій. — К. : Либідь, 1997. — 464 с. — ISBN 5-325-00781-5.
- Іваненко А. О. Переяславський козацький полк у військовій та суспільно-політичній системі України
- Кривошея І. І. Козацька старшина Переяславського полку
- ВДІВЦІ І ВДОВИ У РУМ ’ЯНЦЕВСЬКОМУ ОПИСІ ПЕРЕЯСЛАВА (ІСТОРИКО -ДЕМОГРАФІЧНИЙ АНАЛІЗ). м. Полтава.
- Колибенко О., Колибенко О. Топоніми та топооснови Переяславщини у «Реєстрі всього Війська Запорозького».
- - Труды Полтавской Ученой Архивной Комиссии. Выпуск 12. Хозяйственное положение посполитых и подсоседков Песчанской сотни, Переяславского полка, по данным Румянцевской Описи (1767 года) — И. Ф. Ковбы; Воронковская сотня Переяславского полка по Румянцевской Описи. — Я. К. Федоренка
- Сербин-Вук, полковник Переяславский (1675—1682). // Киевская старина, 1884, № 1.
- ЦДІА України в м. Києві. Фонд 51, оп. З, спр. 19336; 19313 — Ревізія Переяславського полку. 1729 р. — 144 арк.; 19334 — Ревізія Переяславського полку. 1740 р. — 491 арк.; 19335 — Ревізія Переяславського полку. 1741 р. — 519 арк.; 19339 — Ревізія Переяславського полку. 1743 р. — 554 арк.; 19340 — Ревізія Переяславського полку. 1743 р. — 515 арк.; 19346 — Ревізія Переяславського полку. 1747 р. — 512 арк.; 19352 — Ревізія Переяславського полку. 1752 р. — 735 арк.; 19362 — Ревізія Переяславського полку. 1731 р. — 362 арк.; 19365 — Ревізія Переяславського полку. 1732 р. — 670 арк.; 19366 — Ревізія Переяславського полку. 1736 р. — 535 арк.; 19368 — Ревізія Переяславського полку. 1734 р. — 527 арк.; 19374 — Ревізія Переяславського полку. 1737 р. — 694 арк.; 19376 — Ревізія Переяславського полку. 1738 р. — 628 арк.; 19378 — Ревізія Переяславського полку. 1739 р. — 575 арк.; 8236 — Відомості про присягу козаків і духівництва Переяславського полку — 1741/42 — 471 л.
- ІР бібліотеки ім. Вернадського — ф 1 спр № 54336-337 — 1726 р. Ревізія Переяславського полку; фонд 2 — Реєстри козацької старшини.
- Генеральное следствие о маетностях Переяславского полка. 1729—1731 гг.//Сборник Харьковского Историко-Филологического Института. Том 8, 1896 — стор. 244—288.
- РГИА Москва. Фонд 1374 опись 1 дело 310 за 1797 год — переписка по поводу нерешенных тяжебных дел, находящихся в Сенате и оставленных «Без хождения тяжущихся» и по привидении в исполнение указов верховной власти 30 августа и 4 октября 1797 года о таких делах. Из Малоросроссийской коллегии по Аппеляции Малороссийского Переяславского полка сотни второй, полковой казаков жителей.
- Російський державний архів давніх актів. — Ф.229. — Оп.2. — Спр.42 — присяга Переяславського полку в 1676 р.
- РГБ. шифр — А 153\55 — МАТЕРИАЛЫ ДЛЯ ИСТОРИИ ЗЕМЛЕВЛАДЕНИЯ В ПОЛТАВСКОЙ ГУБЕРНИИ В XVIII ВЕКЕ. Отдел I, казачьи владения Золотоношского уезда, вып. I. Сост. Лучицкий И. В. Киев, 1883. Полк Переяславский. 1767 г.